# Julius Ferdinand Donau
Julius Ferdinand Donau (* 2. März 1877 in Trofaiach; † 9. August 1960 in Graz) war ein österreichischer Chemiker. 

## Leben
Donau studierte ab 1898 Chemie an der Universität Graz und der Technischen Hochschule Graz und wurde 1906 an der TH Graz promoviert. Ab 1914 war er dort Assistent von Friedrich Emich (bis 1920), wurde 1916 Privatdozent und arbeitete daneben in einer Pharmafirma. Ab 1930 war er wissenschaftlicher Mitarbeiter am Institut für Biochemie der TH Graz und wurde 1942 außerordentlicher Professor. 1948 ging er in den Ruhestand.
Er befasste sich mit Kolloidchemie und Analytischer Chemie, wobei er eine quantitative Mikroanalyse entwickelte und Methoden der Bestimmung von Edelmetallen durch Leitfähigkeitsmessung. Von ihm stammen Nachweise von Silber und Gold in der Phosphorsalzperle (aus der Farbe ihrer Kolloid-Lösungen) und 1913 entwickelte er die Donausche Leuchtprobe zum Nachweis von Bismut.

## Schriften
- Arbeitsmethoden der Mikrochemie, 1913